# François Ogier
François Ogier (* 1597 in Paris; † 28. Juni 1670 ebenda) war ein französischer Theologe und Literaturkritiker.

## Leben
François Ogier war der jüngere Bruder des Gesandtschaftssekretärs Charles Ogier. Als solcher war er für den geistlichen Stand bestimmt und wurde später Hofprediger. 1623 wandte er sich scharf gegen das als empörend empfundene polemische Buch Doctrine curieuse des beaux esprits de ce temps des Jesuiten François Garasse, versöhnte sich aber dann mit ihm.
Ab 1625 gehörte er (mit Antoine Godeau, Philippe Habert, Guillaume Colletet, Nicolas Frénicle, Pierre Cotignon de la Charnaye und anderen) einer Literatengruppe an, die sich „Illustre Hirten“ (Illustres Bergers) nannte und die als Vorstufe der Académie française gelten kann.
1627 veröffentlichte er die Apologie de Monsieur de Balzac zur Verteidigung von Jean-Louis Guez de Balzac, den er gut kannte.
In Rebellion gegen die einsetzende Klassik schrieb Ogier 1628 zu der in Shakespeare-Manier geschriebenen Tragikomödie Tyr et Sidon von Jean de Schelandre ein theoretisches Vorwort, das von Victor Hugo stammen könnte. Gegen die klassische Regel der Einheit von Ort, Zeit und Handlung forderte er absolute Formenfreiheit und ausschließliche Orientierung am Vergnügen des Zuschauers.
Von 1643 bis 1647 begleitete er Claude de Mesmes als dessen Beichtvater zur Aushandlung des  Westfälischen Friedens nach Münster und schrieb darüber ein Tagebuch, das 1893 herausgegeben wurde.

## Werke (Auswahl)
- Jugement et censure du livre de la doctrine curieuse de François Garasse. Paris 1623.
  - Lettre du Père François Garassus, de la Compagnie de Jésus, à M. Ogier, touchant leur réconciliation, et response du sieur Ogier sur le mesme sujet. S. Chappelet, Paris 1624.
- Apologie pour monsieur de Balzac (1627). Hrsg. Jean Jehasse. Université de Saint-Étienne, Saint-Étienne 1977.
- Vorwort zu: Jean de Schélandre, Tyr et Sidon.(Robert Etienne, Paris, 1628). In: Les idées du théâtre. Paratextes français, italiens et espagnols des XVIe et XVIIe siècles. Hrsg. Marc Vuillermoz. Droz, Genf 2021, S. 410–424.
- Journal du congrès de Munster, par François Ogier, aumônier du Cte d'Avaux (1643–1647). Hrsg. Auguste Boppe. E. Plon, Nourrit et Cie, Paris 1893.